# Igreja de Santa Catarina de Alexandria

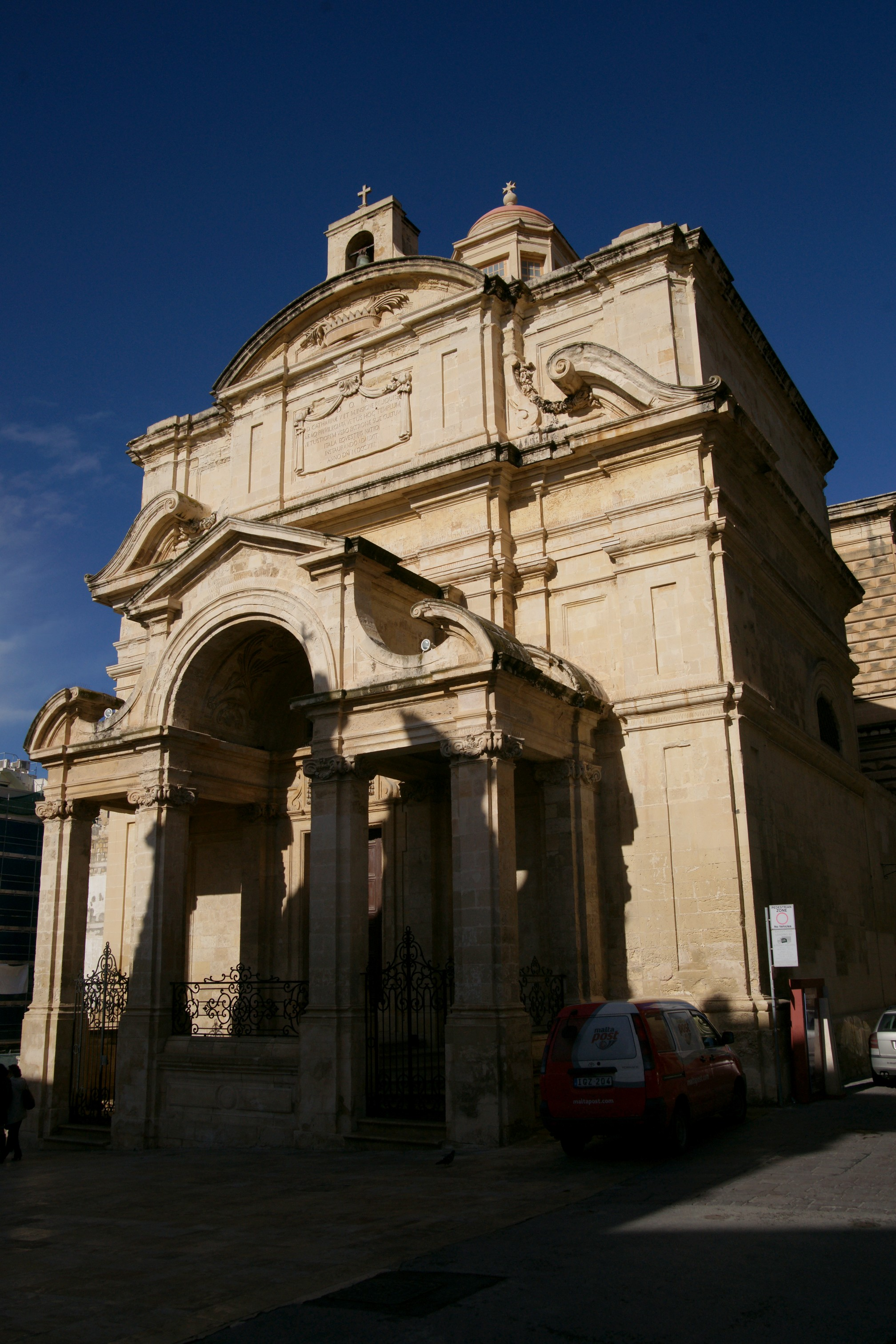
Igreja de Santa Catarina de Alexandria

A Igreja de Santa Catarina de Alexandria é uma igreja na cidade de Valeta, em Malta.